# Мехтарлам
Мехтарла́м (пушту مهترلام‎, дари مهترلام Mehtarlām) — город в Афганистане, административный центр провинции Лагман.

## История
В начале XI века Махмуд Газневи заявил, что, якобы, здесь обнаружена могила, в которой похоронен Ламех (отец Ноя), и на месте могилы было возведено святилище.

## Население
В 1979 году, во время последней проводившейся в Афганистане переписи населения, число жителей Мехтарлама составило 3987 человек. Оценочные данные на 2010 год предполагают, что численность населения города составила порядка 4 250 человек.